# گرگ کروتول
گرگ کروتول (به انگلیسی: Greg Cruttwell) (زاده ۲۲ مارس ۱۹۶۰) بازیگر انگلیسی است.
از فیلم‌های معروف او می‌توان به بازی در فیلم ۲ روز در دره اشاره کرد.